# 三重県道529号多気停車場斎明線
三重県道529号多気停車場斎明線（みえけんどう529ごう たきていしゃじょうさいめいせん）は、三重県多気郡多気町から多気郡明和町に至る一般県道である。

## 概要
多気郡多気町多気から多気郡明和町大字竹川に至る。
路線名の「斎明」は1955年（昭和30年）から1958年（昭和33年）まで存在した「斎明村」（斎宮村と明星村の合併で誕生、現明和町）に由来する。また斎明は「斉」明と記載されることもある。

### 路線データ
- 起点：多気郡多気町多気（三重県道119号松阪度会線・三重県道421号勢和兄国松阪線上、三重県道708号仁田多気停車場線終点）
- 終点：多気郡明和町大字竹川（字中垣内453の1番地先[1]：三重県道428号伊勢小俣松阪線交点）
- 総延長：3,867 m

## 路線状況

### 重複区間
- 三重県道119号松阪度会線・三重県道421号勢和兄国松阪線（多気郡多気町多気（起点） - 多気郡多気町弟国・弟国交差点）
- 三重県道37号鳥羽松阪線（多気郡明和町大字金剛坂 - 多気郡明和町大字金剛坂・金剛坂交差点）

### 交通量
平日12時間交通量（平成17年度）
| 地点                 | 交通量  |
| -------------------- | ------- |
| 多気郡明和町大字上村 | 1,442台 |

## 地理

### 通過する自治体
- 三重県
  - 多気郡多気町 - 多気郡明和町

### 交差する道路
| 交差する道路                                                                                                | 市町村名 | 市町村名 | 交差する場所 | 交差する場所 |
| --- | -------- | -------- | ------------ | ------------ |
| 三重県道119号松阪度会線 重複区間起点 三重県道421号勢和兄国松阪線 重複区間起点 三重県道708号仁田多気停車場線 | 多気郡   | 多気町   | 多気町       | 起点         |
| 三重県道119号松阪度会線 重複区間終点 三重県道421号勢和兄国松阪線 重複区間終点                               | 多気郡   | 多気町   | 弟国         | 弟国交差点   |
| 三重県道37号鳥羽松阪線 重複区間終点                                                                         | 多気郡   | 明和町   | 大字金剛坂   |              |
| 三重県道37号鳥羽松阪線 重複区間終点                                                                         | 多気郡   | 明和町   | 大字金剛坂   | 金剛坂交差点 |
| 三重県道428号伊勢小俣松阪線                                                                                 | 多気郡   | 明和町   | 大字竹川     | 終点         |

### 交差する鉄道
- 紀勢本線

### 沿線
- JR東海紀勢本線・参宮線 多気駅
- 河田工業団地
- 金剛ヶ丘団地
- 竹川郵便局